# ExpoPotengi
A Exposição Agropecuária do Potengi — ExpoPotengi, também conhecida como Caprifeira de São Paulo do Potengi, é um dos principais eventos agropecuários da região Potengi, sediada no município de São Paulo do Potengi, no interior do Rio Grande do Norte.
Este evento é reconhecido por sua relevância no cenário agropecuário estadual, sendo a segunda maior exposição agropecuária do Rio Grande do Norte. A ExpoPotengi desempenha um papel crucial na economia local e regional, promovendo a integração entre produtores, empresários e técnicos do setor agropecuário.
Além de fomentar a comercialização de animais, especialmente caprinos e ovinos, a exposição oferece uma vasta programação que inclui palestras, workshops, concursos de animais, além de atrações culturais e gastronômicas. Essas atividades visam não apenas a disseminação de conhecimentos técnicos e científicos, mas também o fortalecimento das tradições locais e o lazer da comunidade.

## Evento
A ExpoPotengi, realizada anualmente no mês de abril, ocorre no Centro de Eventos Agropecuários Francisco Bezerra de Brito. Este evento é coordenado pela Secretaria de Estado da Agricultura, Pecuária e da Pesca, em parceria com a Prefeitura de São Paulo do Potengi e a Associação Norte-rio-grandense de Criadores de Caprinos e Ovinos.
Este evento abriga uma variedade de atividades, incluindo torneios leiteiros, exposição de caprinos, ovinos e bovinos destinados à comercialização, além de julgamento de raças. A programação é enriquecida por shows, feiras de artesanato e apresentações culturais, oferecendo um espaço dinâmico para a integração entre produtores, técnicos e o público em geral.
Em 2017, durante a 20ª edição da ExpoPotengi, o evento sediou a I Copa Nacional Boer, destacando-se como um marco significativo na história da exposição. Este torneio reuniu os melhores exemplares da raça de caprinos Boer, consolidando a ExpoPotengi como um importante polo de referência para a criação e seleção de animais de alta qualidade genética.
Este momento foi o ponto alto da exposição, atraindo a participação de cerca de 300 animais vindos dos principais criadores do país. A competição proporcionou uma oportunidade única para criadores e entusiastas da raça Boer demonstrarem o resultado de seu trabalho e empenho na criação de animais de alto padrão.
A premiação oferecida no torneio incentivou a busca pela excelência na criação de caprinos, destacando a importância da seleção genética e do manejo adequado para o desenvolvimento da pecuária caprina no Brasil. O sucesso da I Copa Nacional Boer na ExpoPotengi reforçou o papel do evento como um catalisador do progresso e inovação no setor agropecuário nacional.
A 21ª edição da ExpoPotengi inovou ao estender sua duração para cinco dias, ocorrendo entre os dias 17 e 22 de abril. Este prolongamento permitiu uma programação mais abrangente e diversificada, proporcionando aos participantes e visitantes uma experiência ainda mais enriquecedora.
Durante esse período, a exposição sediou eventos de destaque, como a VI Nacional de Cabras Leiteiras, que reuniu os principais criadores e exemplares da raça, promovendo a troca de conhecimentos e o aprimoramento genético do rebanho. Além disso, foi realizada a II Nacional de Raça Somalis, destacando a importância e potencialidade desta raça na pecuária nacional.
Outro grande destaque da 21ª ExpoPotengi foi a realização da II Copa Nacional Boer, que novamente atraiu a participação de criadores e animais de todo o país. Este evento consolidou a ExpoPotengi como um ponto de encontro para os melhores exemplares da raça Boer, promovendo a competitividade saudável e o intercâmbio de experiências entre os participantes.

## Pandemia de Covid-19
Devido à pandemia de COVID-19 que afetou o Brasil e o mundo, os anos de 2020 e 2021 não foram realizadas edições da ExpoPotengi, em respeito às medidas de segurança e restrições impostas para conter a disseminação do vírus. Essa pausa temporária interrompeu a sequência anual do evento, que retornou somente no ano de 2022, celebrando sua 23ª edição.